# Гринліф (Канзас)
Гринліф (англ. Greenleaf) — місто (англ. city) в США, в окрузі Вашингтон штату Канзас. Населення — 350 осіб (2020).

## Географія
Гринліф розташований за координатами 39°43′37″ пн. ш. 96°58′50″ зх. д. / 39.72694° пн. ш. 96.98056° зх. д. (39.727041, -96.980434).  За даними Бюро перепису населення США в 2010 році місто мало площу 1,20 км², з яких 1,20 км² — суходіл та 0,00 км² — водойми.

## Демографія
Згідно з переписом 2010 року, у місті мешкала 331 особа в 171 домогосподарстві у складі 82 родин. Густота населення становила 276 осіб/км².  Було 199 помешкань (166/км²).
Расовий склад населення:
| - 97,9 % — білих - 0,9 % — корінних американців |

До двох чи більше рас належало 0,3 %. Частка іспаномовних становила 3,6 % від усіх жителів.
За віковим діапазоном населення розподілялося таким чином: 18,7 % — особи молодші 18 років, 57,1 % — особи у віці 18—64 років, 24,2 % — особи у віці 65 років та старші. Медіана віку мешканця становила 46,5 року. На 100 осіб жіночої статі у місті припадало 108,2 чоловіків;  на 100 жінок у віці від 18 років та старших — 96,4 чоловіків також старших 18 років.
Середній дохід на одне домашнє господарство  становив 55 429 доларів США (медіана — 37 250), а середній дохід на одну сім'ю — 71 483 долари (медіана — 52 857). Медіана доходів становила 34 375 доларів для чоловіків та 28 333 долари для жінок. За межею бідності перебувало 17,2 % осіб, у тому числі 26,9 % дітей у віці до 18 років та 9,4 % осіб у віці 65 років та старших.
Цивільне працевлаштоване населення становило 207 осіб. Основні галузі зайнятості: освіта, охорона здоров'я та соціальна допомога — 36,2 %, виробництво — 11,1 %, сільське господарство, лісництво, риболовля — 10,1 %.